# Auzat-la-Combelle
Auzat-la-Combelle là một xã ở tỉnh Puy-de-Dôme trong vùng Auvergne-Rhône-Alpes miền trung nước Pháp. Xã này nằm ở khu vực có độ cao trung bình 400 mét trên mực nước biển.